# Роберт Роу Гілрут
Ро́берт Ро́у Гі́лрут (англ. Robert Rowe Gilruth; 8 жовтня 1913 — 17 серпня 2000) — американський інженер, спеціаліст у галузі пілотованої космонавтики. Був першим директором Центру пілотованих космічних кораблів, пізніше перейменованого у Космічний центр Ліндона Джонсона.
З 1937 до 1958 року працював у Національному консультативному комітеті з повітроплавання, потім — у NASA, аж до виходу на пенсію 1973 року. Брав участь у ранніх дослідженнях надзвукових польотів і літаків з ракетними двигунами, а потім у програмі пілотованих космічних польотів США, включаючи програми «Меркурій», «Gemini» і «Аполлон».

## Життєпис

### Ранні роки
Народився 8 жовтня 1913 року у Нашвоку (штат Міннесота). У 1931 році закінчив Центральну середню школу Дулута. Підлітком захопився повітроплаванням. У 1935 році отримав ступінь бакалавра наук в галузі авіаційної техніки в Університеті Міннесоти; 1936 року здобув ступінь магістра наук там же.

### Льотні випробування
У січні 1937 року став працювати в авіаційній лабораторії імені Ленглі (NACA), де займався льотними випробуваннями. Ця робота привела до появи звіту NACA R755 «Вимоги до задовільних льотних якостей літака», опублікованого у 1941 році, у якому було визначено набір вимог до характеристик керованості літака. Це був перший звід рекомендацій такого роду для пілотів та авіаконструкторів.
Роберт Гілрут першим застосував записування даних з приладів під час льотних випробувань, що у подальшому стало стандартною процедурою.

### Кар'єра в NASA

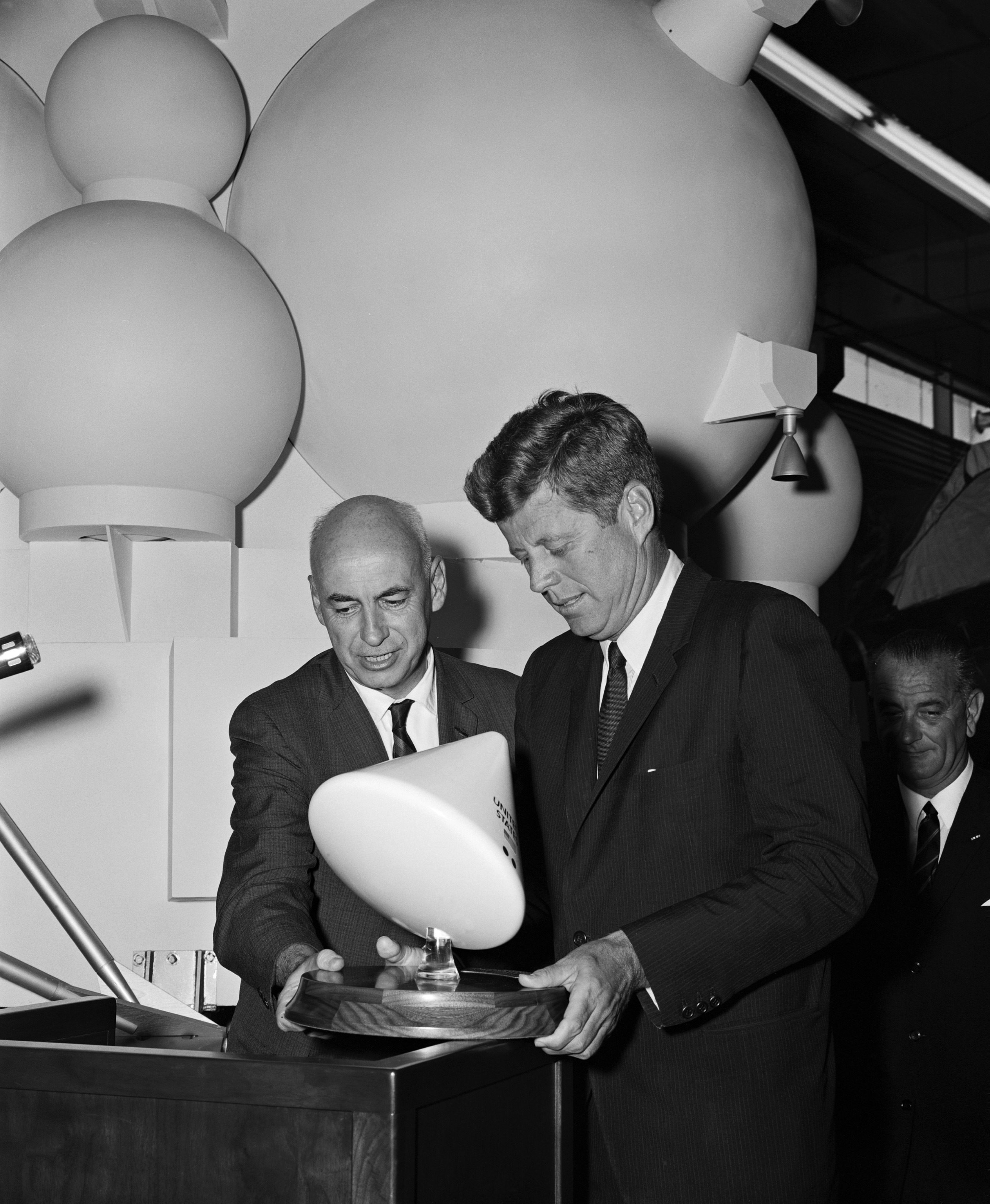
Гілрут дарує президенту Джону Ф. Кеннеді модель космічного корабля Аполлон (1962)

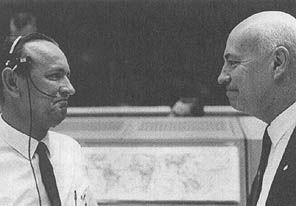
Керівник польоту NASA Кріс Крафт (зліва) і Гілрут в Центрі керування польотами у 1965 році після завершення місії

У ролі помічника директора дослідницького відділу безпілотних літальних апаратів NACA працював над гіперзвуковими ракетами. Він і його команда не раз звертались до керівництва агентства з пропозиціями запуску супутників у космос, але ці пропозиції відкидались. Ситуація різко змінилась після запуску радянського «Супутника-1»; Гілрут взяв активну участь у перетворенні NACA у NASA.
Після створення космічного агентства NASA, Гілрут очолив Космічну оперативну групу, якій було доручено відправити людину в космос раніше за СРСР. Гілрут і його команда конфліктували з конструктором ракет-носіїв Вернером фон Брауном з приводу термінів відправки людини в космос. Гілрут вважав, що робити це потрібно якнайскоріше, фон Браун же наполягав на додаткових випробуваннях. Точка зору фон Брауна взяла гору, що дозволило СРСР вийти вперед у змаганні за пріоритет у пілотованих польотах.
У 1961 році, коли президент Джон Ф. Кеннеді оголосив, що Америка відправить людину на Місяць до кінця десятиліття (1960-і роки) і благополучно поверне її на Землю, Гілрут не був упевнений, що така ціль може бути досягнута. Після польоту Гагаріна президент Кеннеді і керівники космічної програми США опинились у центрі гніву громадськості та звинувачень у тому, що повторно після польоту «Супутника-1» допустили відставання від СРСР. На той час у NASA вже була довготермінова програма Apollo, що передбачала пілотовані польоти до Місяця. Ця програма спочатку розглядалась як далека і помилкова авантюра. Однак після тріумфу Юрія Гагаріна вона здобула підтримку на вищому рівні, незважаючи на високий ризик і великі затрати: $40 млрд або приблизно $345 млрд у цінах 2021 року. Тим не менше, програма була затверджена і Кеннеді оголосив про це публічно. Він активно працював по програмі «Джеміні», метою якої було збирання даних про роботу в космосі перед спробою висадки на Місяць.
Після початку програми «Apollo» Гілрута було призначена керівником Центру пілотованих космічних кораблів (MSC) (тепер Космічний центр Джонсона) і обіймав цю посаду до виходу на пенсію у 1972 році. Керував загалом 25 пілотованими космічними польотами: від «Меркурія-Редстоуна-3» до «Аполлона-15».
У 1992 році ім'я Гілрута було занесене до Міжнародної зали слави авіації і космонавтики в Музеї авіації і космонавтики Сан-Дієго; у 1994 році — до Національної зали авіаційної слави; в 2015 році — до Національної зали авіаційної слави Міннесоти (посмертно).

### Смерть
Помер Роберт Гілрут у 2000 році в Шарлотсвіллі (штат Вірджинія), у віці 86 років.

## Образ в кіно
- У телефільмі 1996 року «Аполлон-11» Гілрута зіграв актор Вільям Меснік[en].
- В міні-серіалі 1998 року «Із Землі на Місяць» його зіграв Джон Керролл Лінч[14]
- У фільмі 2016 року «Приховані фігури» персонаж Ела Гаррісона, якого грає Кевін Костнер, багато у чому ґрунтується на біографії Гілрута[15]
- У фільмі 2018 року «Перша людина» Гілрута зіграв Кіаран Гайндс .
- У серіалі 2020 року  «Правильний матеріал»[en] Гілрута грає Патрік Фішлер[en] .